# Suntaks gamla kyrka

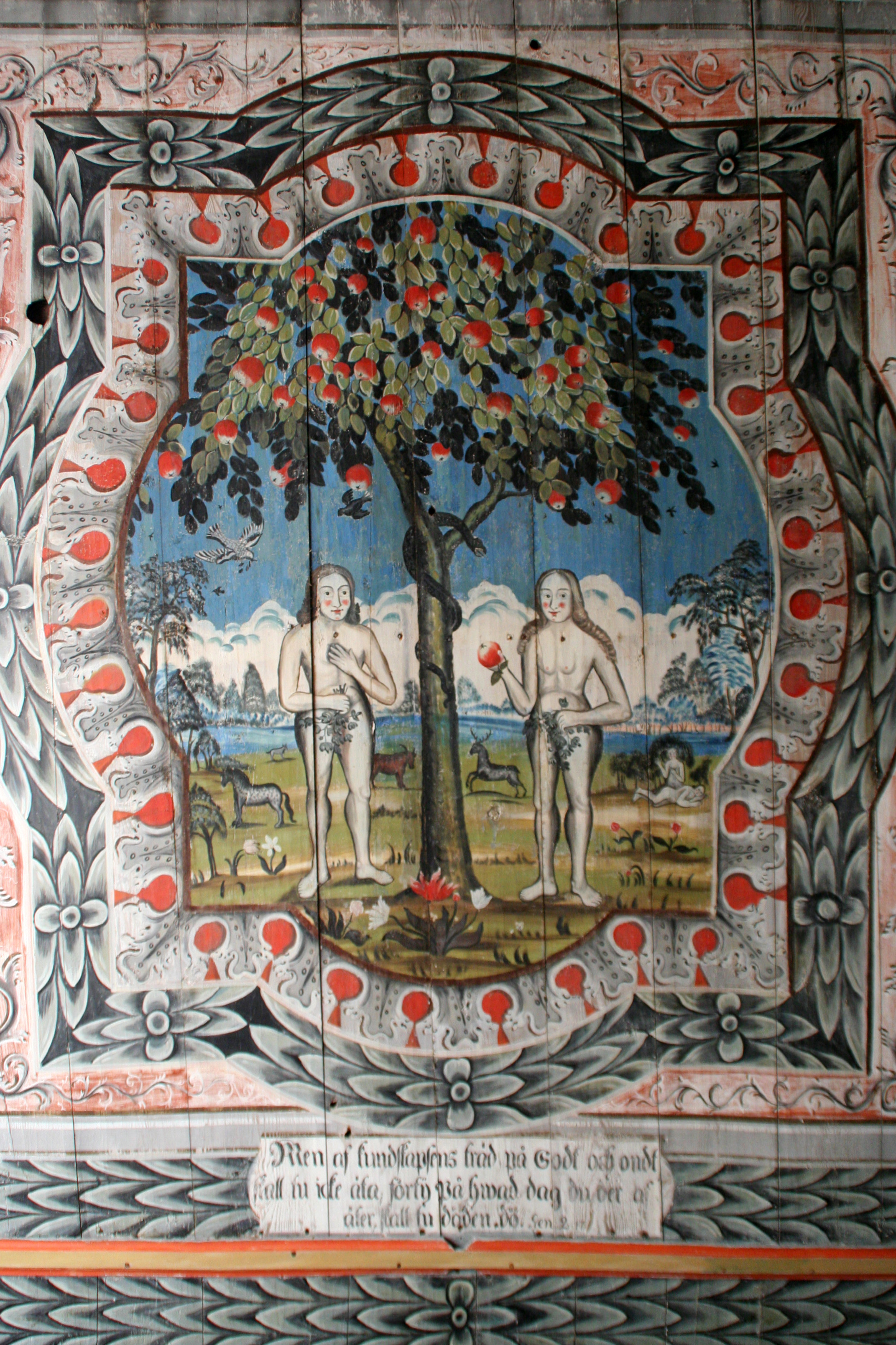
Plafond av Anders Wetterlind, 1769.

Suntaks gamla kyrka är en kyrkobyggnad som sedan 2002 tillhör Valstads församling (tidigare Suntaks församling) i Skara stift. Kyrkan ligger i Tidaholms kommun. Den är statligt byggnadsminne sedan 14 februari 2019. Kyrkan hålls vanligen låst.
Kyrkan ligger i en jordbruksbygd genomskuren av åsryggar, på vilka finns flera fornlämningar. Kyrkan är del av en samlad bymiljö med rester av bebyggelse från tiden innan 1800-talets skifte och en då uppkommen herrgård. Den nya Suntaks kyrka och en gammal skola ligger i motsatt ände av byn. Från tiden med järnvägshållplats finns en stationsbyggnad.

## Kyrkobyggnaden
Suntaks gamla kyrka är en av Sveriges bäst bevarade romanska kyrkor och har en exteriör, som är typisk för medeltida kyrkor – ett rektangulärt långhus och ett smalare längre kor mot öster, samt vid korgaveln en rundad absid.
Byggnaden uppfördes i mitten av 1100-talet av putsad sandsten och kalksten i relativt jämna och tjocka skift. Byggmaterialet är finhugget i stort format och vilar på en dubbel skråkantad sockel.
Den breda och korta planbildningen tyder på sydlig påverkan, medan den trånga triumfbågen och det kraftiga takfallet talar för engelsk influens. På långhusets södra sida är portalen med två språng av sandsten och odekorerat tympanonfält. På nordmurens yttersida finns spår efter en numera igenmurad portal. Triumfbågen är efter engelsk förebild mycket trång. Den är smalast i nedre del, cirka 1,5 meter, och som bredast 2,3 meter. Takstolen är av en inhemsk, kryssad typ. I det inre har den ursprungligen varit öppen, vilket visas av dem ovan taket medeltida väggmålningarna. De äldsta väggmålningarna kan dateras till 1400-talets slut.
Sakristian på korets nordsida tillkom troligen på 1600-talet och vapenhuset på 1700-talet framför sydportalen. Under 1700-talet tog man upp större fönster i kyrkan.
Under 1800-talets slut planerades en utbyggnad av kyrkan. Planerna skrinlades och man byggde istället en ny kyrka, Suntaks kyrka, som invigdes 1902. Den gamla kyrkan ingick i byggmästarens entreprenad såsom lön, men räddades. Därefter har den genomgått flera mindre restaureringar.

## Restaurering både in- och utvändigt av kyrkan
År 1948 tog Vitterhetsakademien, senare Riksantikvarieämbetet och Statens fastighetsverk, över Suntaks gamla kyrka. Kyrkan restaurerades på nytt. En grundförstärkning gjordes och de medeltida målningarna togs fram. Vissa av 1700-talsmålningarna målades över eller togs bort, medan andra lämnades kvar.
På 1960-talet renoverades kyrkan utvändigt. Förutom att skador i västgaveln åtgärdades, byttes takteglet ut mot träspån. En omputsning av kyrkan har flera gånger diskuterats. Man har istället valt att bevara kyrkan som den är – med spår från de nästan åtta sekler under vilka den har använts.

## Inventarier

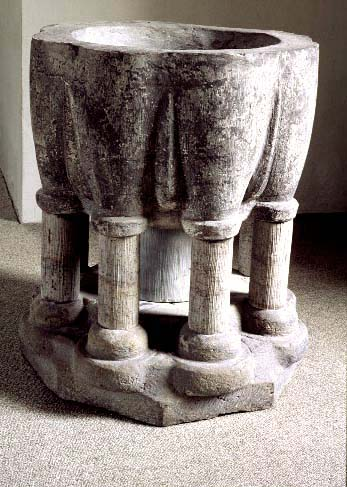
Dopfunten är daterad till 1200-tal och unik i sin form i Sverige. Ursprungligen var den i två delar av sandsten. Foten har ersatts med en nytillverkad variant med kolonetter.

Dopfunten är från 1200-talet, altartavlan från 1600-talet och predikstolen från 1700-talet. De är flyttade till Suntaks nya kyrka.
Kyrkans märkligaste föremål är en kopia av ett träsäte med utskuret varghuvud. Den är försedd med en inskrift i runor på ryggens överstycke. Denna ovanliga stol dateras till 1150 - 1250. Den torde haft sin plats i kyrkans kor, men originalet förvaras numera i Västergötlands museum i Skara.
En liljesten från 1200-talet ligger vid kyrkans ingång. Graven efter ryttmästare Erik Hård af Segerstad och fyra andra i hans familj finns under kyrkans golv. Plafonden är ett arbete utfört av klockaren i Acklinga, Anders Wetterlind, 1769.

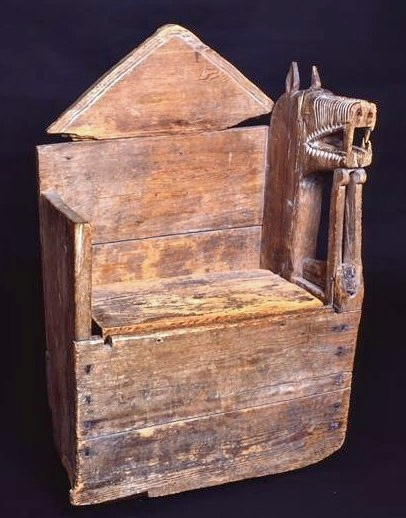
Suntakstolen, tillverkad 1150-1250. På ryggstödets överstycke är det ristat med runor" Ave Maria Gratia" (Hell dig du högt benådade Maria).

Tidigare fanns en klockstapel på kyrkogården. Dock revs denna 1918 och kyrkklockorna fördes över till den nya kyrkan. Lillklockan härrör från 1200-talet och storklockan är gjuten år 1756.

## Bildgalleri

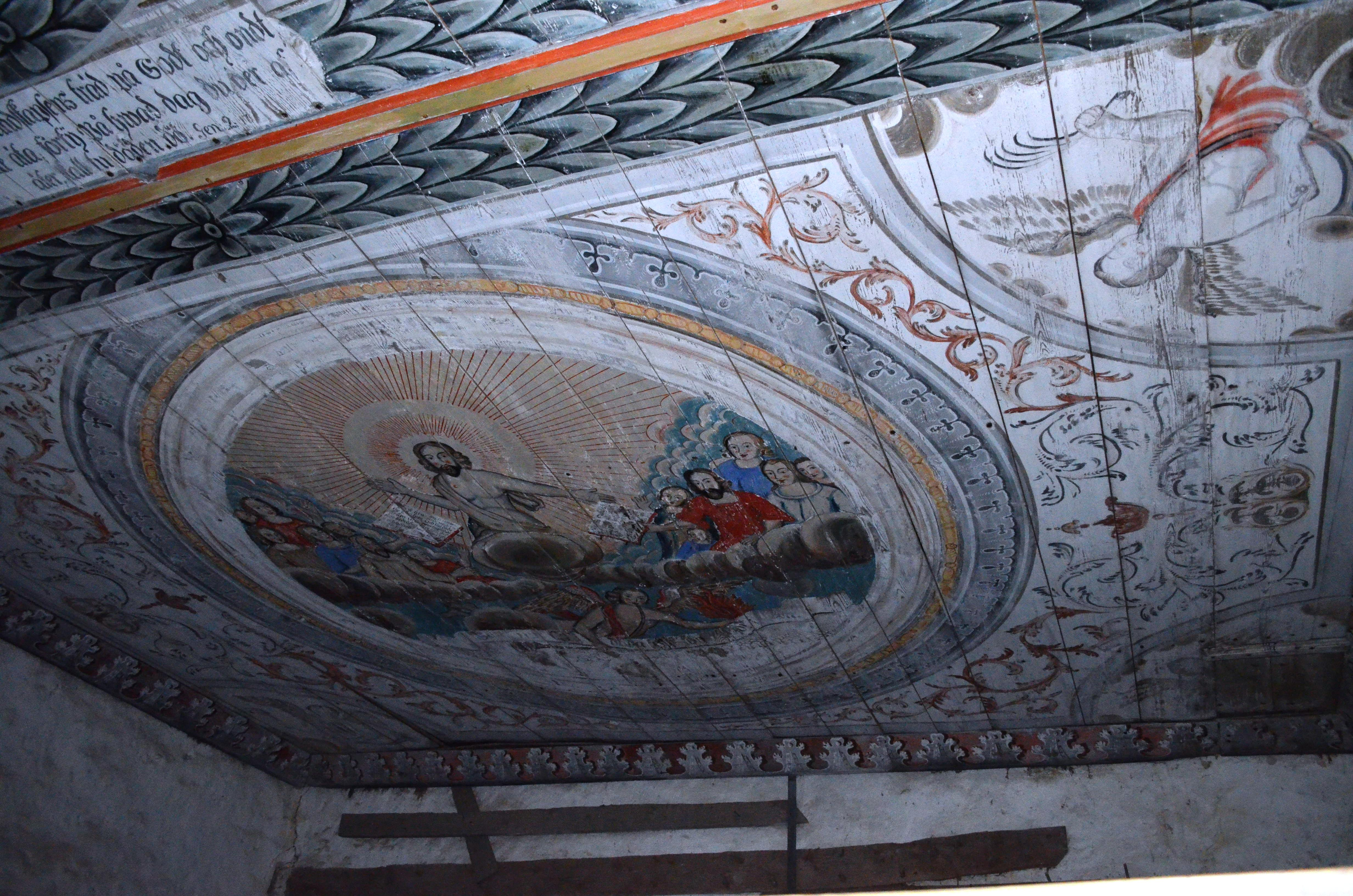
Takmålning
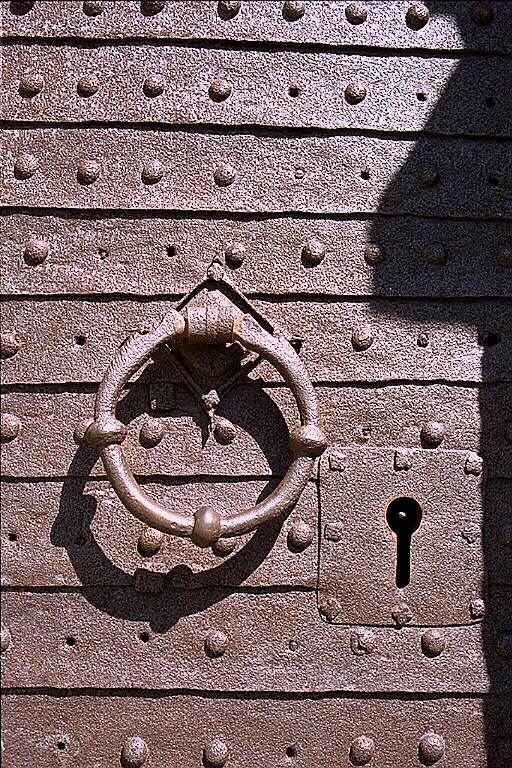
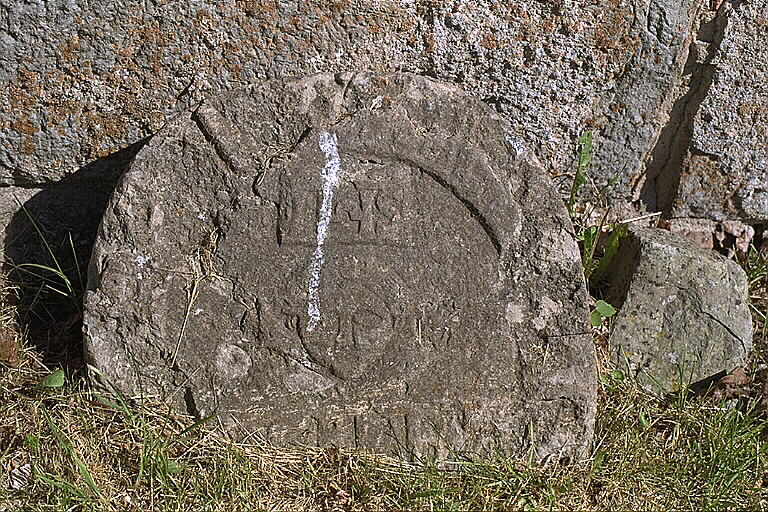
Romanskt tympanon/dörröverstycke med relief.
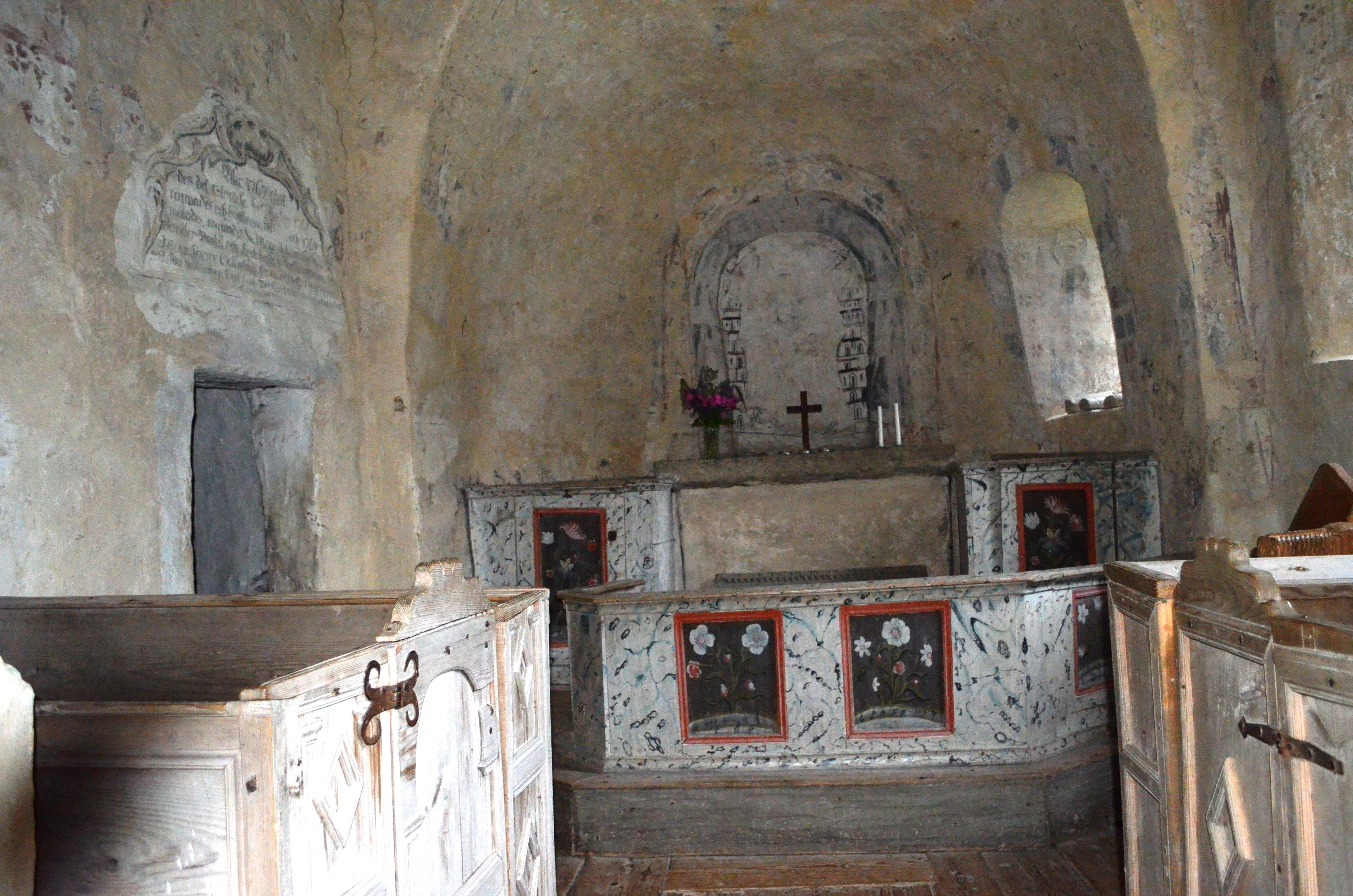
Altare
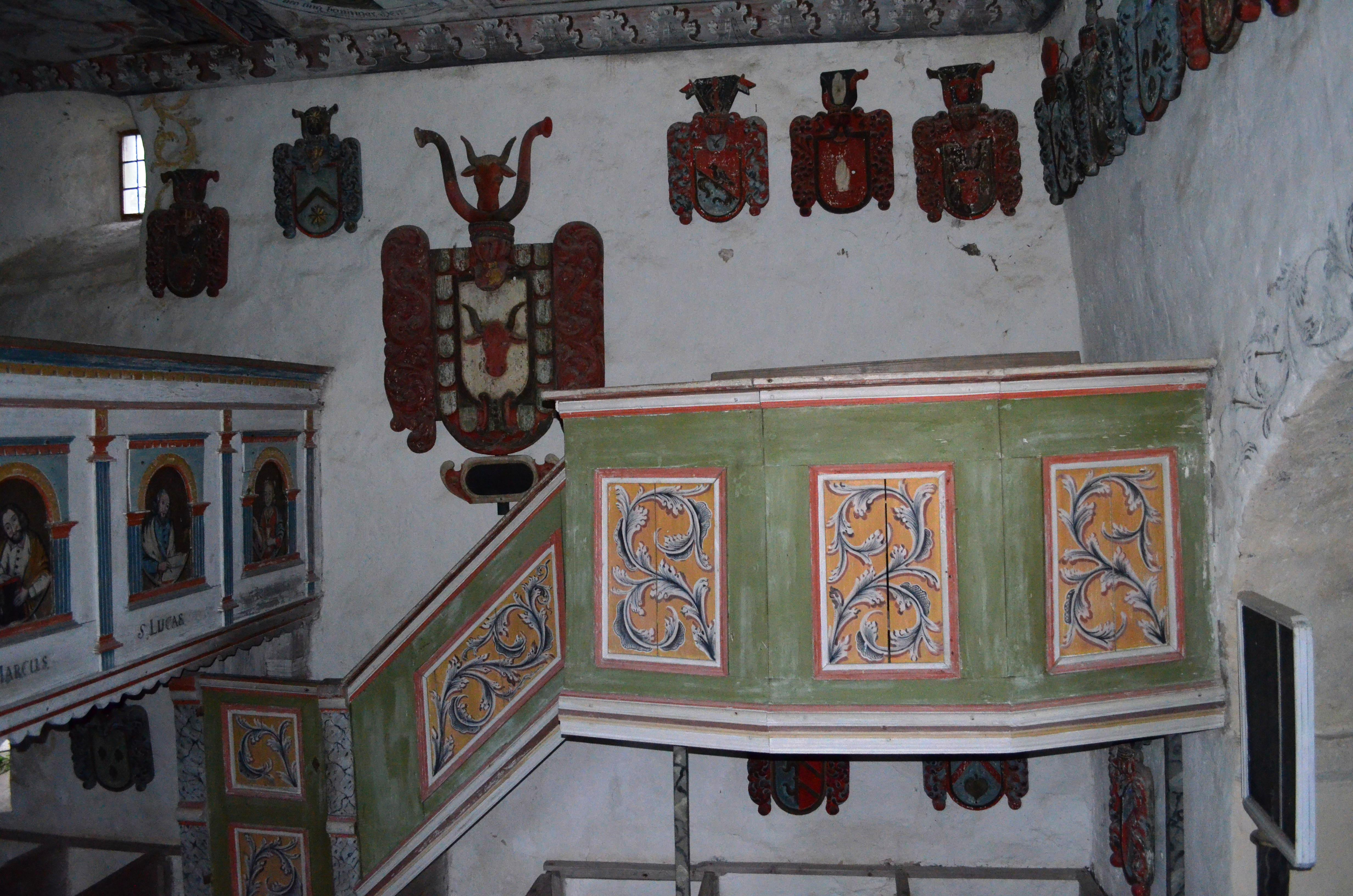
Herrskapsläktare
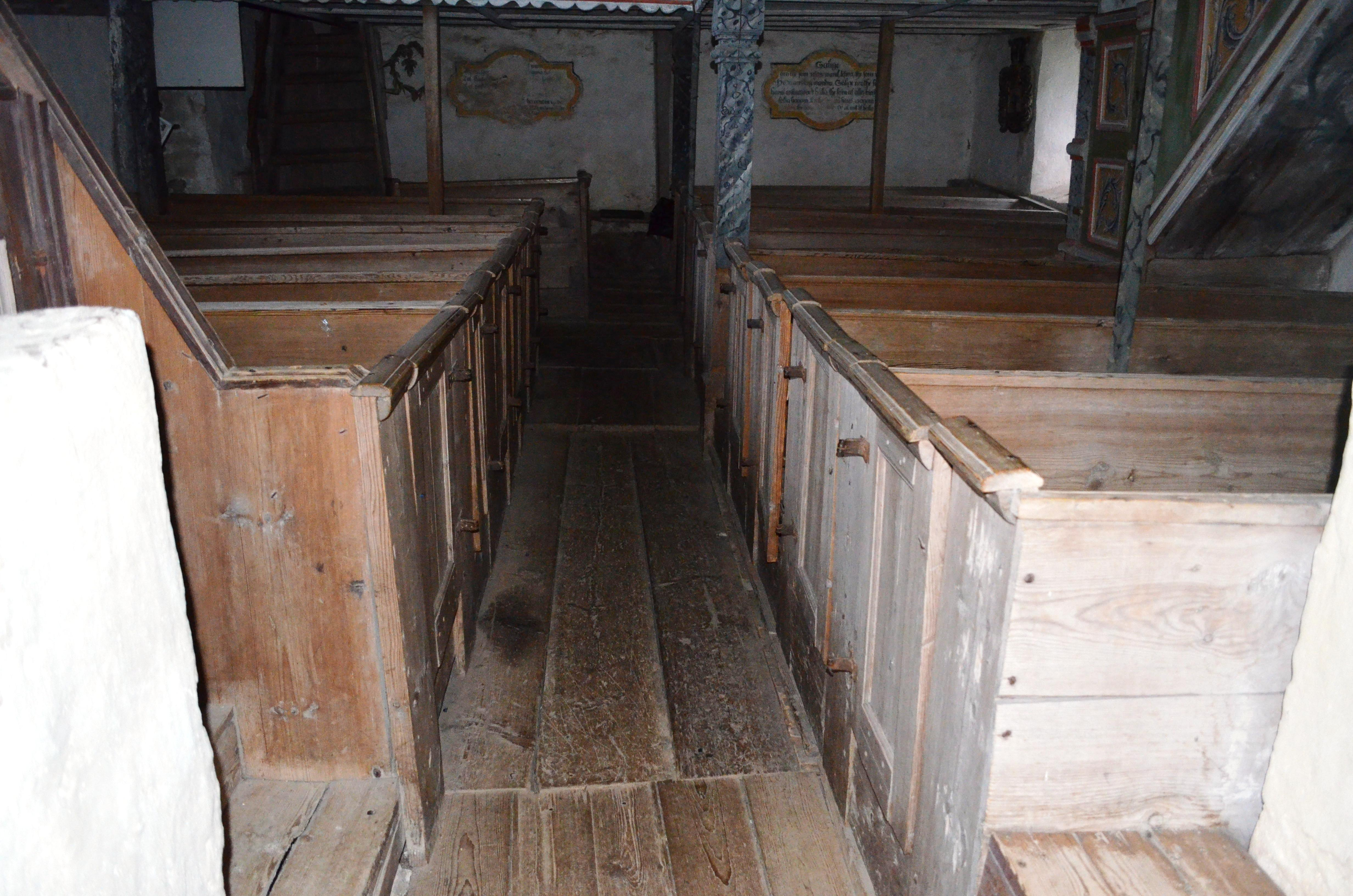
Kyrksalen
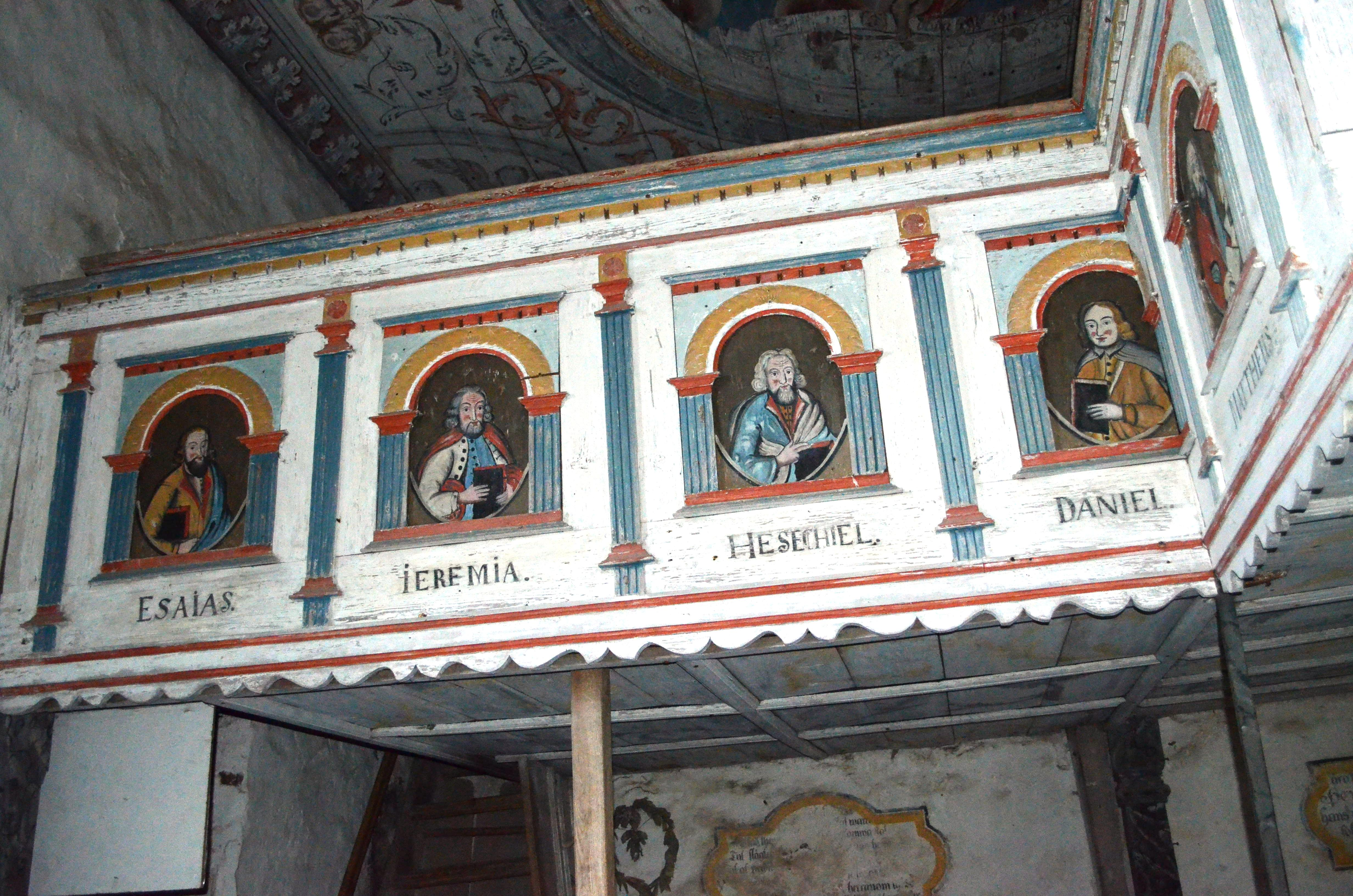
Läktaren
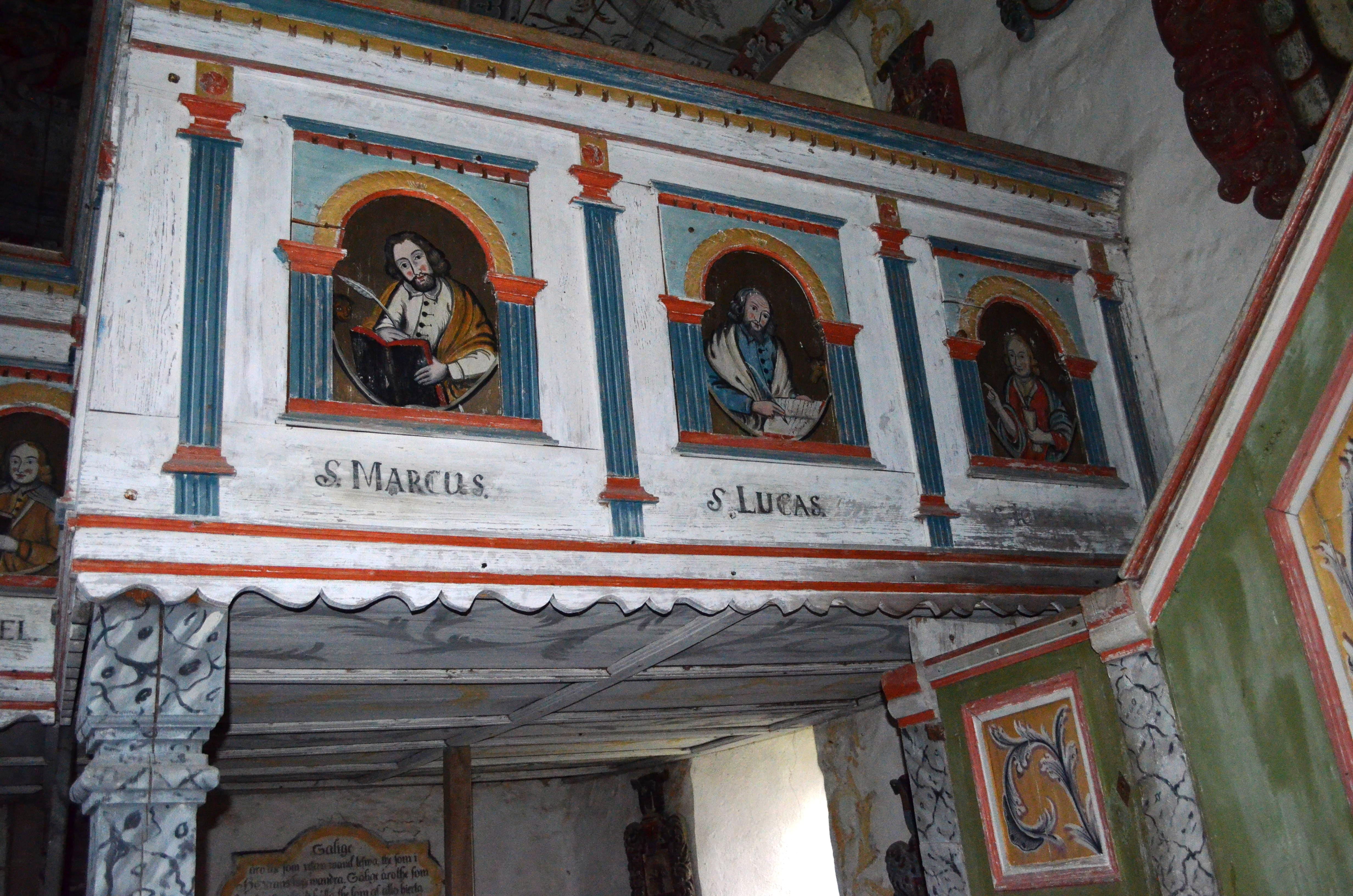
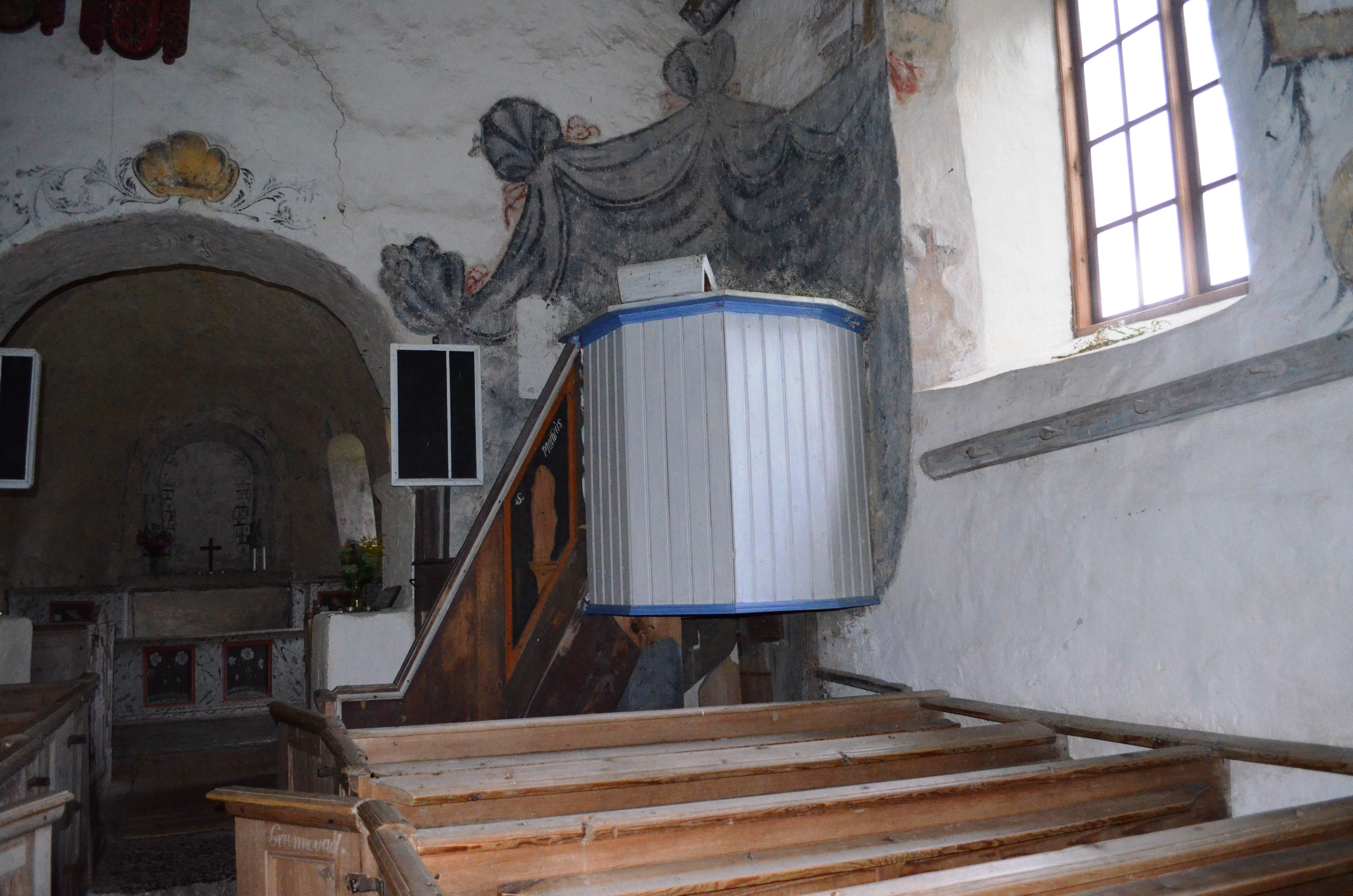
Predikstol